# Saint-Désiré
Saint-Désiré är en kommun i departementet Allier i regionen Auvergne-Rhône-Alpes i de centrala delarna av Frankrike. Kommunen ligger  i kantonen Huriel som ligger i arrondissementet Montluçon. År 2022 hade Saint-Désiré 429 invånare.

## Befolkningsutveckling
Antalet invånare i kommunen Saint-Désiré
Antalet invånare i kommunen Saint-Désiré har enligt statistik börjande från år 1968 sjunkti från 731 invånare till omkring 450 invånare från 1990-talet frammåt. Vid de senaste folkräkningarna år 2014 var antalet invånare 435 och år 2020 var invånarna 441.  Av invånarna  år 2020 var antalet män 219 och antalet kvinnor 222.